# تراینا

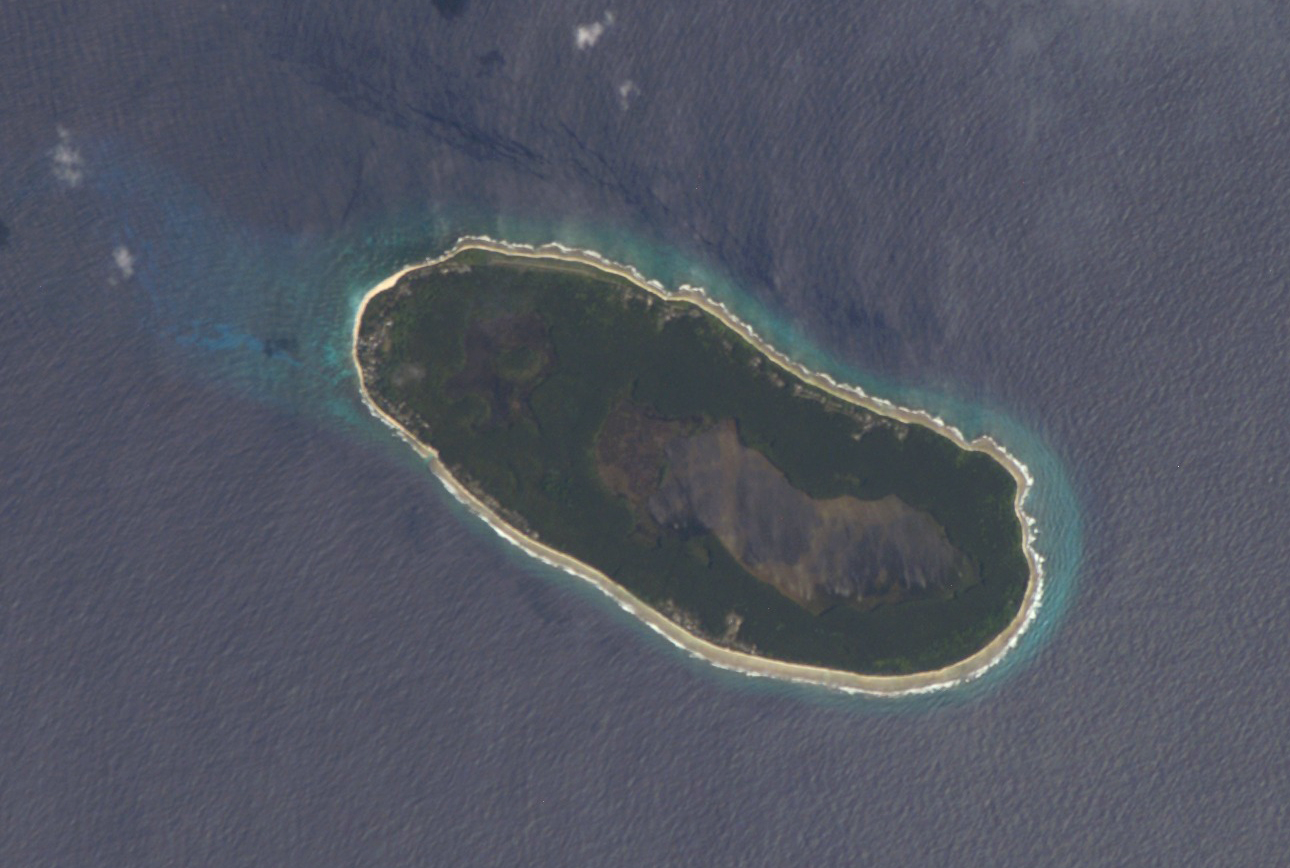
جزیره تراینا در اکتبر ۲۰۰۶. شمال در جهت بالای تصویر. توجه کنید که دریاچه قسمت جنوب شرقی جزیره را می‌پوشاند. جریان اقیانوسی غالب تقریباً از چپ به راست در گردش است.

تراینا (انگلیسی: Teraina) که به نام جزیره واشینگتن (Washington Island) نیز شناخته می‌شود، یک آب‌سنگ حلقوی مرجانی در میانه اقیانوس آرام است و بخشی از جزایر لاین شمالی متعلق به جمهوری کیریباتی به‌شمار می‌رود. این جزیره در مختصات جغرافیایی تقریبی ۴٫۷۱ درجه عرض جغرافیایی شمالی و ۱۶۰٫۷۶ درجه طول جغرافیایی غربی قرار دارد. جزیره تراینا به دلیل داشتن دریاچه آب شیرین بزرگ (دریاچه واشینگتن) با بیشتر آب‌سنگ‌های حلقوی دیگر در دنیا تفاوت دارد. این دریاچه درون جنگل‌های انبوه نارگیل این جزیره پنهان شده و تنها دریاچه آب شیرین دائمی در کشور کیریباتی است.
جزیره تراینا با ابعاد ۵٫۴ در ۲٫۱ کیلومتر در راستای شمال‌غربی-جنوب‌شرقی و جنوب‌غربی- شمال‌شرقی مساحتی در حدود ۹٫۵۵ کیلومتر مربع دارد و محیط آن نیز حدود ۱۵ کیلومتر است. تراینا جزیره‌ای پست و کم‌ارتفاع بوده و بیشینه ارتفاع آن ۵ متر بالاتر از سطح دریا است؛ در حالی که ارتفاع بخش عمده جزیره حدود ۳ متر است. شهر تانگکوره که مرکز جزیره است در انتهای غربی آن قرار دارد. این شهر در سرشماری ۲۰۱۰ حدود ۱٬۶۹۰ نفر جمعیت داشته که کمترین مقدار در جزیره‌های دارای سکنه دائمی در جزایر لاین به‌شمار می‌رود.